# Payback 2015
Payback (2015) was een professioneel worstel-pay-per-view (PPV) en WWE Network evenement dat georganiseerd werd door de WWE. Het was de 3e editie van Payback. Het vond plaats op 17 mei 2015 in de Royal Farms Arena in Baltimore (Maryland).
De "Main Event" was een Fatal 4-Way match voor het WWE World Heavyweight Championship tussen kampioen Seth Rollins, Dean Ambrose, Roman Reigns en Randy Orton.

## Wedstrijden
| Nr.                                                                          | Match | Winnaar(s)              |
| ---------------------------------------------------------------------------- | --- | ----------------------- |
| 1PS                                                                          | R-Truth vs. Stardust in een een-op-eenmatch | R-Truth                 |
| 2PS                                                                          | The Meta Powers (Curtis Axel & Damien Sandow) vs. The Ascension (Konnor & Viktor) in een tag team match                                                                    | The Ascension           |
| 3                                                                            | Dolph Ziggler vs. Sheamus in een een-op-eenmatch | Sheamus                 |
| 4                                                                            | The New Day (Big E & Kofi Kingston) (c) (met Xavier Woods) vs. Tyson Kidd & Cesaro (met Natalya) in een 2-out-of-3 falls tag team match voor het WWE Tag Team Championship | The New Day (c) met 2-1 |
| 5                                                                            | Ryback vs. Bray Wyatt in een een-op-eenmatch | Bray Wyatt              |
| 6                                                                            | John Cena (c) vs. Rusev (met Lana) in een I Quit Match voor het WWE United States Championship                                                                             | John Cena (c)           |
| 7                                                                            | The Bella Twins (Brie Bella & Nikki Bella) vs. Naomi & Tamina in een tag team match                                                                                        | Naomi & Tamina          |
| 8                                                                            | Neville vs. King Barrett in een een-op-eenmatch | Neville                 |
| 9                                                                            | Seth Rollins (c) vs. Dean Ambrose vs. Roman Reigns vs. Randy Orton in een Fatal 4-Way match voor het WWE World Heavyweight Championship                                    | Seth Rollins (c)        |
| (c) huidige kampioen voor en na de match \| (nc) nieuwe kampioen na de match | |                         |